# Araguás del Solano
Araguás del Solano (en aragonés Araguás d'o Solano) es una localidad española del municipio de Jaca, perteneciente a la provincia de Huesca, en la comunidad autónoma de Aragón.

## Historia
Hacia mediados del siglo XIX, el lugar, por entonces con ayuntamiento propio, tenía contabilizada una población de 180 habitantes. Aparece descrito en el segundo volumen del Diccionario geográfico-estadístico-histórico de España y sus posesiones de Ultramar de Pascual Madoz con las siguientes palabras:

ARAGUES DEL SOLANO: l. con ayunt. de la prov. de Huesca (12 leg.), part. jud., adm. de rent. y dióc. de Jaca (1), aud. terr. y c. g. de Zaragoza (20): sit. en el declive meridional de un monte de donde se deriva el nombre de Solano; á su izq. y á dist. de 1/2 cuarto de hora está el r. ó barranco de Lubierre, que descendiendo de los puertos de Borau desagua en el r. Aragon entre los pueblos de Ascara y Abay; á la der. y dist. 1/2 hora el r. ó barranco de Estarrun, que bajando de los puertos del valle de Aisa, desagua en el espresado Aragon entre los pueblos de Fraginal y Ascara. Combátenle principalmente los vientos del O., E. y S., y goza de un cielo despejado y clima saludable, aunque se padecen fiebres intermitentes por efecto de la insalubridad de las aguas. Hay 21 casas todas á escepcion de una, de un piso, distribuidas en calles pendientes é incómodas sin empedrar, y una plaza de irregulares dimensiones. Tiene una escuela de primeras letras dotada con 500 rs., á la que concurren de 18 á 20 niños, tanto del pueblo como de los inmediatos: una igl. parr. bajo la advocacion de San Policarpo, servida por 1 cura y 1 sacristan; el curato es de primer ascenso, y se provee por S. M. ó el diocesano mediando oposicion en concurso general. El cementerio está con buena ventilacion en la parte mas alta del pueblo; y en medio de este hay un pozo de mas de 70 palmos de profundidad, de cuyas aguas se sirven los vec. en la temporada de verano, aprovechando en lo restante del año las de una fuente ó arroyo algo dist., las cuales son salobres y de mala calidad. Confina el térm. por el N. con los de Esposa y v. de Borau, por el E. con el de Canías, por el S. con el de Noves, y por el O. con los de Fraginal y Lastiesas; su estension de E. á O. es de 3/4 de hora y 1/2 de N. á S. El terreno es áspero y quebrado formando una continuada cord. desde el barranco de Lubierre hasta el de Estarrun; y de inferior calidad las tierras que se cultivan, siendo indispensable estercolarlas con frecuencia en virtud de haber desmerecido por los pedriscos y aguceros que han sufrido desde 1835 al 37, y aun asi queda una gran parte inculta. Hay dos pequeños trozos de huerta en las márg, de Lubierre y Estarrun, que con frecuencia se inundan y desaparecen por las avenidas de los mismos, de 50 á 60 cahizadas de tierra blanca, en la que se emplean de 16 á 18 yuntas: dos medianos bosques, el uno muy á propósito para criar robles de buena calidad; pero por haber estado abandonado mucho tiempo, permanece en mal estado y necesita algunos años y particular esmero para su reparacion; el otro produce pinos que solo sirven para leña; y un cerrado para pasto de ganado vacuno. En las inmediaciones del Lubierre existe un molino harinero perteneciente á los propios, que la mayor parte del año está sin moler. Ademas de los r. espresados corren otros arroyos y brotan algunas fuentes de aguas saludables y buenas, de que no se surten los vec. por hallarse á considerable dist. del pueblo. Los caminos son locales, de herradura y se hallan en mal estado en invierno. prod.: trigo, avena, cebada, centeno con escasez, patatas con abundancia y algunas judias y maiz; cria ganado lanar, cabrio y vacuno, caza de perdices, palomas torcaces y hebres, y algunos lobos, jabalies y corzos. Pobl.: 22 vec. 6 de catastro, 180 alm.: contr. 1,558 rs. 26 mrs.
(Madoz, 1845, p. 404)

El municipio de Araguás del Solano desapareció en 1944 y el término se incorporó al de Abay, que luego acabaría integrado en el de Jaca.

## Demografía
En 2023, la entidad singular de población tenía empadronados 36 habitantes y el núcleo de población, también 36.
| Gráfica de evolución demográfica de Araguás del Solano entre 1842 y 1940 |
| |
| Población de derecho según los censos de población del INE Población de hecho según los censos de población del INEEntre el censo de 1857 y el anterior, crece el término del municipio porque incorpora a 225114 (Fraginal) Entre el censo de 1950 y el anterior, este municipio desaparece porque se agrupa en el municipio 22522 (Banaguás) |